# Phosocephala metallica
Phosocephala metallica là một loài ruồi trong họ Tachinidae.